# Psila nigrifulva
Psila nigrifulva är en tvåvingeart som beskrevs av Shatalkin 1983. Psila nigrifulva ingår i släktet Psila och familjen rotflugor. Inga underarter finns listade i Catalogue of Life.